# Barbara Novakovič Kolenc
Barbara Novakovič Kolenc, slovenska režiserka, producentka in kustosinja, * 30. avgust 1963, Celje.
Najprej je študirala sociologijo kulture in umetnostno zgodovino na Filozofski fakulteti v Ljubljani, nato pa se je vpisala na AGRFT, kjer je leta 1993 zaključila študij dramske igre. Leta 1994 je ustanovila gledališče Muzeum, leta 1995 pa zavod Muzeum, v sklopu katerega danes deluje tudi gledališče.
Leta 2015 je za umetniško ustvarjanje zadnjih dveh let, za štiri odmevne projekte: gledališko-plesno predstavo Muzej pisem, jubilejno razstavo ob 20-letnici gledališča Muzeum Gubanje časa, predstavo Za rep ujeta želja po dramski predlogi Pabla Picassa in predstavo ABC oder Krieg po predlogi Iva Svetine prejela Župančičevo nagrado.